# Lotta sulla spiaggia
La lotta sulla spiaggia (in inglese beach wrestling) è uno stile internazionale di lotta sportiva nato per unire le diverse forme di combattimento praticate sulla sabbia mediante un singolo regolamento.
Il bagaglio tecnico è simile a quello della lotta libera, ma a differenza di quest'ultima non è possibile lottare a terra. La competizione avviene sulla spiaggia, o meno frequentemente in strutture indoor appositamente attrezzate. Il campo di gara è formato da un cerchio (la sabbia sostituisce il tappeto) dal diametro di sei metri. L'abbigliamento è ridotto ad un costume da bagno (o pantaloncini corti estivi) e non sono presenti le scarpe. Le categorie di peso ufficiali sono quattro : -85 kg, +85 kg per il settore maschile e -70 kg, +70 kg per quello femminile.

## Gestione della lotta sulla spiaggia
L'intento della federazione internazionale FILA Wrestling è quello di promuovere e diffondere la lotta anche al di fuori delle palestre, sfruttando un ambiente di gara naturale e molto popolato.
Il beach wrestling è stato incluso con grande successo fra le discipline presenti agli Asian beach games, manifestazione sportiva nata nel 2008. La lotta sulla spiaggia è stata inserita fra le discipline presenti nei Giochi olimpici giovanili di Singapore 2010 e nei Giochi del Mediterraneo sulla spiaggia.